# Abu-Saïd Uthman II
Abu-Saïd Uthman II (àrab: أبو سعيد عثمان, Abū Saʿīd ʿUṯmān) fou sultà abdalwadita de Tlemcen del 1348 al 1352, juntament amb el seu germà Abu-Thàbit I.
Després de l'ocupació marínida de Tlemcen el 1337 el príncep Abu-Saïd Uthman (rebesnet d'Abu-Yahya I Yaghmuràssan ibn Zayyan va ser enrolat com altres prínceps a l'exèrcit del sultà conqueridor Abu-l-Hàssan Alí, però quan aquest va patir la decisiva derrota de Kairuan el 1348, com altres caps va abandonar l'exèrcit i junt amb el seu germà Abu-Thàbit I va reunir els partidaris de la dinastia que els van jurar fidelitat i van marxar cap a Tlemcen amb un exèrcit principalment format per maghrawes i els Banu Tudjin. Però a la ciutat el governador marínida Uthman ibn Yahya Ibn Djerrar (que era parent llunyà dels abdalwadites) s'havia declarat independent i no estava disposat a deixar sense més ni més el poder comptant amb el suport del governador militar que era cosí seu. L'exèrcit va derrotar els partidaris d'Ibn Djarrar en diversos xocs menors i es va presentar davant Tlemcen; llavors va esclatar una revolta a la ciutat i al mateix temps els atacants ja estaven entrant. El poble va portar als dos prínceps al palau i els va aclamar (17 de setembre de 1348). Ibn Djarrar va ser fet presoner però va rebre l'aman; no obstant sospitós al nou govern fou empresonat al cap de pocs dies i va morir violentament a presó el desembre de 1348.
Abu-Saïd Uthman II com a germà gran va rebre una autoritat superior i el seu nom constaria a les monedes i a la khutba; el seu germà seria el cap de l'exèrcit i de les tribus nòmades. Un tercer germà, el més gran, Abu-Yakub, va romandre en el seu retirament espiritual de Nedromah om feia vida d'asceta i va ser cridat a Tlemcen però va refusar abandonar la seva vida. Uthman tanmateix va destacar per la seva pietat i horror als vicis.
El 1352 el sultà marínida Abu-Inan Faris va atacar Tlemcen. Derrotats els abdalwadites, Abu-Saïd va intentar fugir però fou capturat el 25 de juny de 1352 i Abu-Inan el va fer executar immediatament.
| Precedit per: ocupació marínida | emir abdalwadita 1283-1304 | Succeït per: Abu-Thàbit I associat 1348-1352, sol 1352 |